# 希爾登斯泰因山

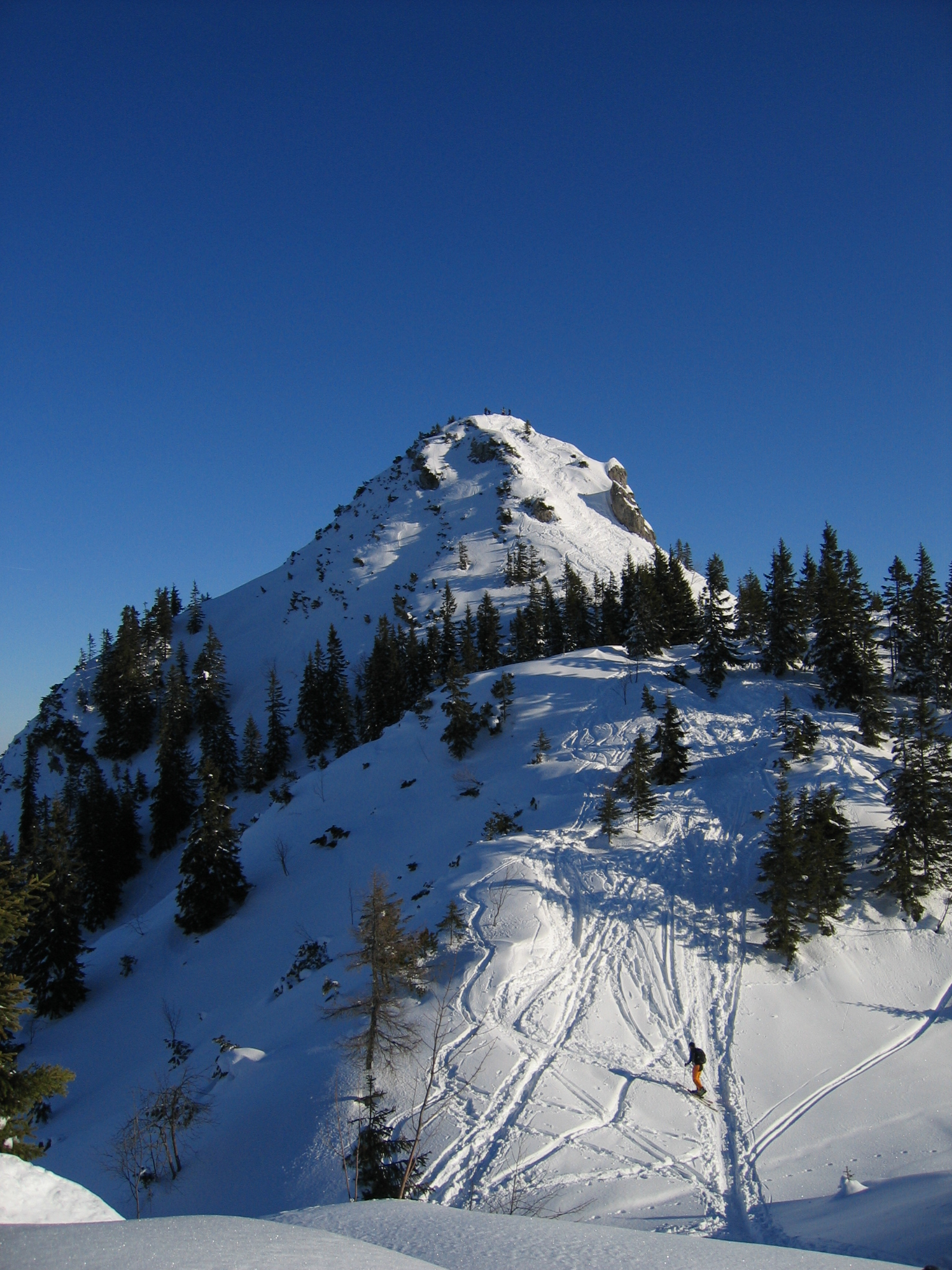

47°35′47″N 11°43′35″E / 47.59639°N 11.72639°E
希爾登斯泰因山（德語：Schildenstein），是德國的山峰，位於該國東南部，由巴伐利亞負責管轄，屬於巴伐利亞前阿爾卑斯山脈的一部分，距離奧爾峰0.5公里，海拔高度1,805米，每年平均降雨量1,847毫米。